# 芒格阿拉姆
芒格阿拉姆（Mangalam），是印度泰米尔纳德邦Coimbatore县的一个城镇。总人口7892（2001年）。

## 人口
该地2001年总人口7892人，其中男性4010人，女性3882人；0—6岁人口995人，其中男482人，女513人；识字率67.23%，其中男性为75.51%，女性为58.68%。